# Inge Aicher-Scholl
Inge Aicher-Scholl (* 11. August 1917 in Ingersheim-Altenmünster (heute Crailsheim); † 4. September 1998 in Leutkirch im Allgäu) war eine deutsche Kulturschaffende, Gründerin und Leiterin der Ulmer Volkshochschule (1946–1978), Mitgründerin der Hochschule für Gestaltung Ulm und Schriftstellerin.

## Leben
Inge Scholl war das erste von sechs Kindern der Eheleute Magdalena und Robert Scholl, ihre Geschwister waren Hans (1918–1943), Elisabeth Hartnagel geb. Scholl (1920–2020), Sophie  (1921–1943), Werner (1922–1944) und Thilde (1925–1926) (vgl. auch Geschwister Scholl). Sophie und Hans wurden als Mitglieder der studentischen Widerstandsgruppe Weiße Rose im Februar 1943 wegen ihrer Beteiligung am Widerstand gegen den Nationalsozialismus hingerichtet. Inge Scholl engagierte sich in den 1930er Jahren gegen den Willen ihres Vaters in leitender Funktion in der Hitlerjugend beim Bund Deutscher Mädel (BDM).
Ab 1932 lebte Scholl in Ulm. 1946 gründete sie in der Martin-Luther-Kirche die Ulmer Volkshochschule – als eine der ersten Volkshochschulen im Nachkriegsdeutschland –, die sie auch bis 1974 leitete. 1947 schrieb sie das Buch Die weiße Rose über ihre Geschwister Hans und Sophie und die Münchener Widerstandsgruppe, der sie angehörten. 1950 rief Inge Scholl die Geschwister-Scholl-Stiftung als Trägerin der Hochschule für Gestaltung Ulm ins Leben. 1952 heiratete sie den Gestalter Otl Aicher und trug seither den Namen Inge Aicher-Scholl. Sie hatte mit ihm fünf Kinder.

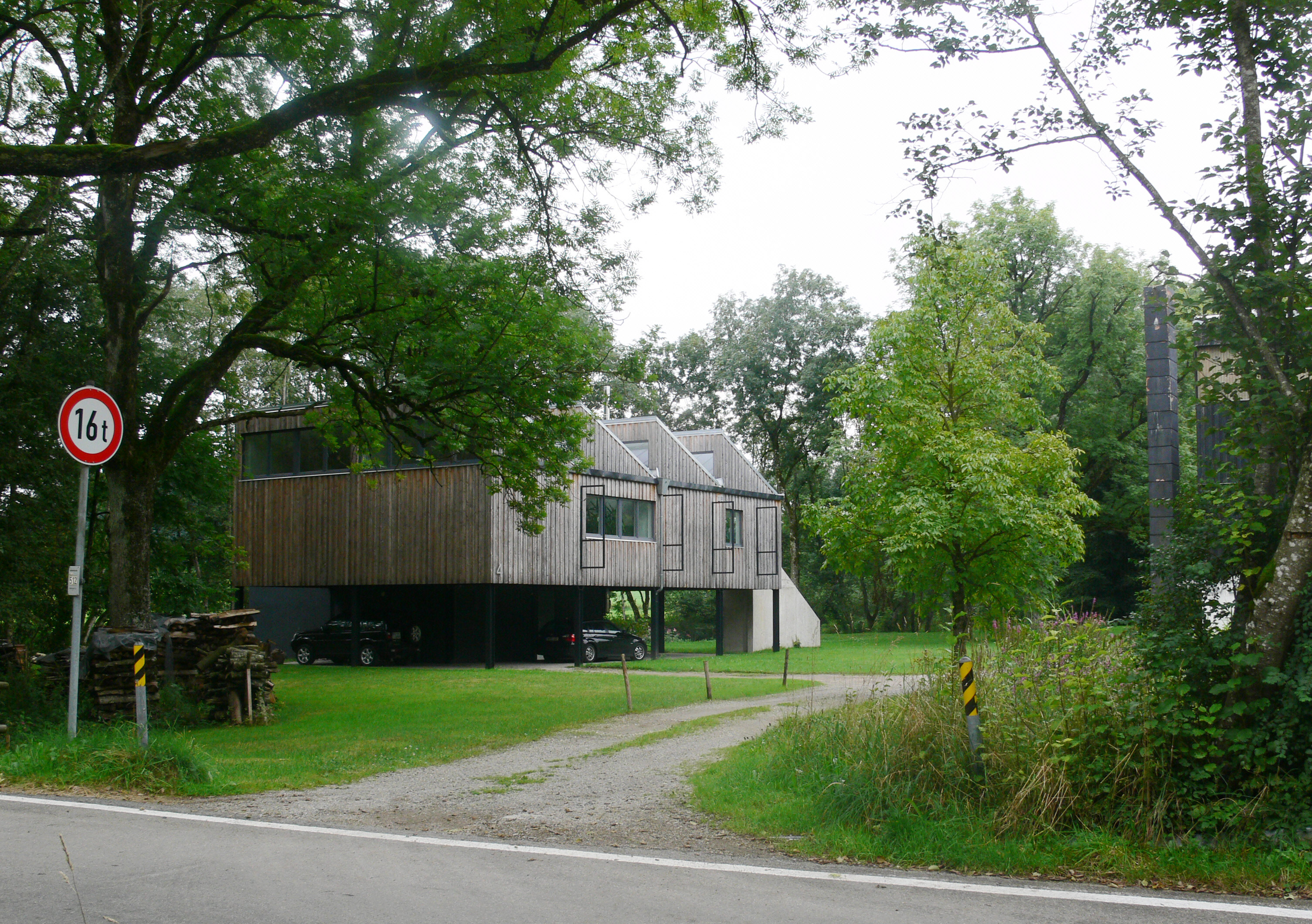
Atelierhäuser der Familie in Rotis

1972 übersiedelte die Familie nach Rotis, einem Ortsteil von Leutkirch im Allgäu, wo ihr Mann in den 1980er Jahren einige Atelierhäuser erbaute. Bereits Ende der 1960er Jahre engagierte sich Inge Aicher-Scholl als Rednerin bei den Ostermärschen der Friedensbewegung. So nahm sie etwa 1985 an Blockaden vor dem amerikanischen Raketendepot auf der Mutlanger Heide teil und wurde dafür zu einer Geldstrafe verurteilt.
Inge Aicher-Scholl starb am 4. September 1998 im Alter von 81 Jahren in Leutkirch.
Ihr Tagebuch wurde erstmals von Barbara Beuys für die Sophie-Scholl-Forschung ausgewertet.

## Veröffentlichungen
- Inge Scholl: Die Weiße Rose. S. Fischer Verlag, Frankfurt/M. 1952.
- Sippenhaft. Nachrichten und Botschaften der Familie in der Gestapo-Haft nach der Hinrichtung von Hans und Sophie Scholl. Fischer Verlag, 1993, ISBN 978-3-10-000409-3.
- Eva – Weil du bei mir bist, bin ich nicht allein. Direktverlag, Riedhausen 1996, ISBN 3-925295-18-6.

## Ehrungen und Auszeichnungen

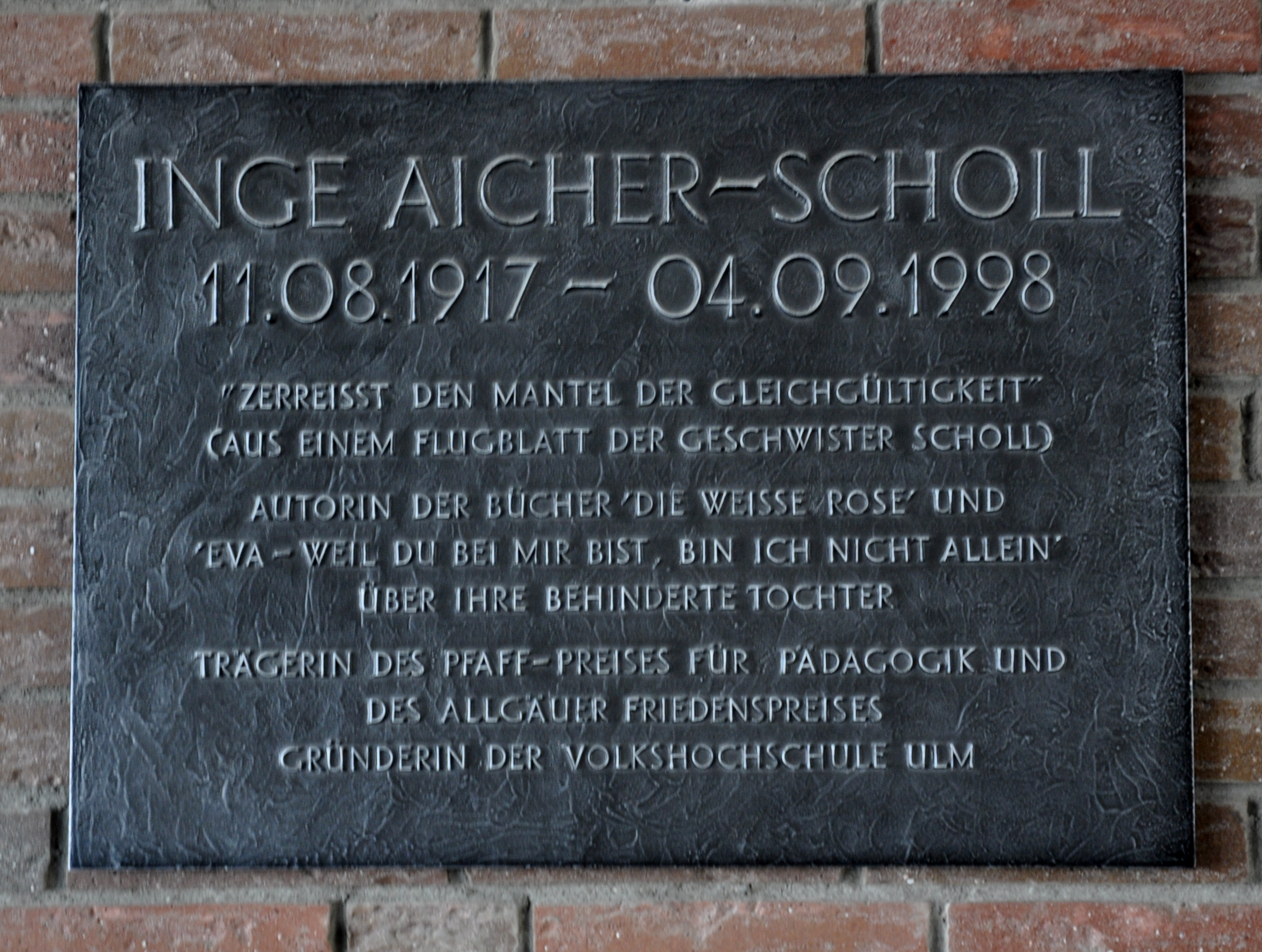
Gedenktafel im Foyer des Inge-Aicher-Scholl-Hauses (Geschwister-Scholl-Schule des Körperbehinderten-Zentrums Oberschwaben (KBZO) in Weingarten (Württemberg))

- 1969: Pfaff-Preis für Initiativen im Bildungswesen
- 1987: Allgäuer Friedenspreis
- 1988: Freda-Wüsthoff-Preis
- 1995: Verdienstmedaille des Landes Baden-Württemberg[3]
- 1997: Ehrenbürgerwürde der Stadt Ulm
- 1999 wurde eine Schule für geistig Behinderte in Bad Saulgau-Renhardsweiler nach ihr benannt.
- 2005 wurde die Inge-Aicher-Scholl-Realschule in Neu-Ulm/Pfuhl nach ihr benannt.[4]
- 2011 wurden die Schulen des Körperbehinderten-Zentrums Oberschwaben (KBZO) in Weingarten nach ihr benannt.[5]
- Im Frühjahr 2018 erhielt der erste Straßenbahnwagen der neu in Betrieb genommenen Baureihe „Avenio M“ der Straßenbahn Ulm ihren Namen.[6]
- Im Dezember 2018 gab das Frauenbüro der Stadt Ulm im Rahmen seiner 16-teiligen Postkarten-Serie Frauen bewegen Ulm die Postkarte „Inge Aicher-Scholl“ heraus.[7]

## Theater
- SCHOLL – Die Knospe der Weißen Rose. Musical[8] von  Titus Hoffmann und Thomas Borchert. Uraufführung am Stadttheater Fürth am 14. April 2023.[9]